# 5. Gebirgs-Division (Wehrmacht)

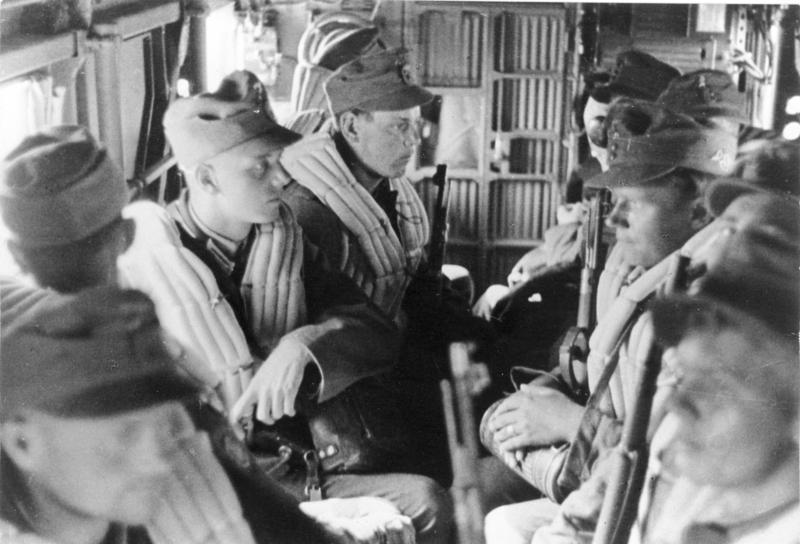
Angehörige der Division beim Lufttransport nach Kreta

Die 5. Gebirgs-Division war ein Großverband der Gebirgstruppe der Wehrmacht im Zweiten Weltkrieg.

## Geschichte

### Aufstellung
Die nur zweigliedrige Division wurde am 25. Oktober 1940 durch den Wehrkreis XVIII (Salzburg) im Raum Salzburg – Zell am See aufgestellt. Sie wurde gebildet aus Teilen der 1. Gebirgs-Division (Gebirgsjäger-Regiment 100 und Gebirgsartillerie), der inzwischen motorisierten 10. Infanterie-Division und anderen freigewordenen Truppenteilen.
- Gebirgsjäger-Regiment 85 (Passau aus IR 85)
- Gebirgsjäger-Regiment 100 (Bad Reichenhall)
- Gebirgs-Artillerie-Regiment 95 (u. a. aus I./Geb.Art.Rgt. 79 und III./Art.Rgt. 10)
- Divisionstruppen mit der Nummer 95

Von November 1940 bis Februar war die Division in der Heimat stationiert und dem XVIII. Gebirgs-Korps unterstellt, welches zur 2. Armee der Heeresgruppe C gehörte.
Im März wurde das Korps und die Division der 12. Armee zugeteilt und auf den Balkan verlegt. Unter Julius Ringel nahm sie 1941 im Rahmen des XVIII. Gebirgs-Korps am Krieg gegen Griechenland teil.

### Balkanfeldzug
Ab dem 24. März erkundete die Division den Angriffsraum und das Pionierbataillon 95 begann in den folgenden Tagen im gebirgigen Gelände Wege und Steige zu bauen, Feuerstellungen für die Artillerie zu schaffen, Anmarschstraßen auszubessern und Wasserstellen anzulegen. Die Nachrichten-Abteilung 95 errichtet Verbindungen zwischen Beobachtungs-Stellen auf den Höhen und den Befehlsstellen. Am 4. April 1941 wurde vom Korps der Angriffsbefehl für den 6. April an die Division erteilt.
Beim Beginn des Balkanfeldzug am 6. April 1941 um 5:20 Uhr steht die Division im Raum Petritsch im bulgarisch-jugoslawischen Grenzraum und geht im Verbund seines Korps gegen die Metaxas-Linie vor. Hierzu wurde das Korps mit der 72. Infanterie-Division und dem verstärkten Infanterie-Regiment 125 ergänzt. Das Korps hatte die Aufgabe die Metaxas-Linie beiderseits des Fluss Struma frontal im Angriff in Richtung Westen zu durchbrechen.
Das I. Bataillon / Gebirgsjäger-Regiment 100 wurde vor Beginn des Angriffs, für den frontalen Angriff auf die Befestigungen im Zugang des Rupel-Pass, der über das Grenzgebirge nach Saloniki führt, dem verstärkten Infanterie-Regiment 125 unterstellt. Die Masse der Division wurde zum frontalen Angriff auf die Werke Rupesko, Popotliwitsa, Istibei, Kelkaja und Arpaluki eingesetzt und erhielt für den Angriff auf die Gebirgsfestungswerke ergänzend zur Divisionsartillerie zusätzliche Artillerieverstärkung (II./Art.Rgt. 52 (15 cm); Mörser Abt. 732 (21 cm); II./Art.Rgt. 46 (15 cm); Mörser Abt. 607 (21 cm); II./Art.Rgt. 818 (10 cm); Art.Abt. 602 (10,5 und 15 cm)), so dass die Division in Summe 94 Artilleriegeschütze einsetzen konnte.
Der gesamte Angriff verlief nicht planungsgemäß, da der Einsatz von Artillerie und Sturzkampfbombern im Gebirge nicht die erwartete Wirkung zeigte, und führte letztlich zu vielen Verlusten bei der Division und den unterstellten Truppen. Die deutsche Aufklärung hatte die Komplexität und den Ausbau der Befestigungen der Metaxas-Linie unterschätzt. Anders als beim Angriff auf die Maginot-Linie gerieten 3,7-cm-Panzerabwehrkanonen, 5-cm-Panzerabwehrkanonen, 8,8-cm-Flak und Infanteriegeschütze, welche im direkten Beschuss die Schießscharten der Bunker bekämpfen sollten, selber unter gezieltes gegnerisches Feuer, da diese im bergigen Gelände nicht über größere Distanz wirken konnten und schon beim Instellunggehen erkannt wurden. Weiterhin wirkten die gut geplanten Bunker flankierend zueinander, so dass wenige Räume im Vorfeld der Befestigungen nicht ständig beschossen wurden. Die verbunkerten Höhenstellungen wurden durch eigenes Artilleriefeuer geschützt (u. a. 6 × 10,5 cm und 8 × 15 cm). Erst nachdem erste Werke der Linie nicht mehr kämpften, konnten die deutschen Truppen die schwere Flak wirksam gegen die verbliebenen Bunker einsetzen.
Das III./ Geb.Jäg.Rgt. 85 verlor beispielsweise beim Angriff auf die Höhen des Werk Istibei am 6. April an Toten 3 Offiziere und 37 Mann und Verwundeten 4 Offiziere und 137 Mann, was einem Drittel der Gefechtsstärke des Bataillons entsprach. Die Witterungsbedingungen (Sturm, Regen, Schnee) in der Nacht vom 6. auf den 7. April ermöglichten stellenweise das Vorziehen von Ersatztruppen und das Verschließen und Zuschütten von Bunkerscharten. Die griechische Abwehr wurde von einzelnen britischen Bomberangriffen auf die deutschen Stellungen im hinter der Front unterstützt. Am Morgen des 7. April wurde auf der Ostseite des Werk Kelkaja der Eingang zu diesem Werk entdeckt und das III./ Geb.Jäg.Rgt. 100 begann die Anlage zu stürmen, woraufhin sich die überlebende Besatzung aus 4 Offizieren und 150 Mann nach etwa eineinhalb Stunden der Kämpfe im Inneren ergab. Die griechischen Verluste in diesem Werk betrugen etwa 110 Tote und Verwundete. Es folgten weitere Kämpfe um die anderen Werke.
In der Nacht auf den 9. April kam die Anfrage der griechischen Ostmazedonischen Armee, die auch die Metaxas-Linie umfasste, nach einer Waffenruhe. Dem folgte die bedingungslose Kapitulation ab dem 10. April. In den vorhergehenden drei Tagen der Kämpfe um die Werke der Metaxas-Linie hatte die 5. Gebirgs-Division 2100 Gefangene gemacht, 14 Geschütze und 114 Maschinengewehre sowie eine Unzahl weiterer Waffen erbeutet und die Festungslinie durchbrochen, doch die eigenen Verluste des Verbandes waren schwer: 7 tote und 15 verwundete Offiziere, 153 gefallene und 442 verwundete Unteroffiziere und Mannschaften.
Im weiteren Verlauf drang die Division über Saloniki und die Thermopylen bis nach Athen vor.

### Unternehmen Merkur

#### Verluste der ersten Motorseglerstaffel
Im Mai 1941 nahmen Teile der Division als Teil des XI. Fliegerkorps an der Luftlandeschlacht um Kreta teil, bei der die Insel erobert wurde. Das III. Bataillon wurde im Hafen von Chalkida auf Euböa auf Kutter verladen, die auf dem Weg nach Kreta von der britischen Flotte angegriffen wurden. Die erste Motorseglerstaffel nach Maleme transportierte etwa 2300 Mann Gebirgstruppen. Bei dem Seegefecht am 21. Mai 1941 kamen etwa 300 Mann ums Leben.

#### Zweite Motoseglerstaffel
Die zweite Staffel nach Iraklion sollte etwa 4000 Mann übersetzen. Bei dem Seegefecht am 22. Mai 1941 erlitt sie nur geringe Verluste, da Stukas zur Hilfe eilten. Es entwickelte sich daraufhin eine Luft/Seeschlacht, bei der die britische Flotte schwere Verluste hinnehmen musste. Die Schiffe der Staffel mussten aber wieder umkehren. Der Versuch, Kampftruppen mit Schiffen nach Kreta überzusetzen, wurde aufgegeben.

#### Lufttransport
Die Gebirgsjäger wurden mit Flugzeugen nach Kreta gebracht.
Das II. Bataillon und Teile des Regimentsstabes wurden dann am 21. Mai 1941 zur Eroberung des Flugplatzes nach Maleme geflogen, um den Flugplatz freizukämpfen. Am 22. Mai 1941 folgte das I. Bataillon nach Maleme und konnte den Flugplatz von den Alliierten, hauptsächlich Briten und Neuseeländer, zurückerobern. Am 27. Mai standen die Soldaten vor der Stadt Chania und der Souda-Bucht. Später wurden auch die restlichen Teile der Division nach Kreta verlegt, die Stadt Ierapetra eingenommen und später der Hafen von Chora Sfakion an der Südküste.

### Besatzungstruppe Kreta
Es folgten Besatzungsaufgaben und „Befriedungsaktionen“ wie das Sonderunternehmen Völkerbund. Im Dezember 1941 verließ das Gebirgsjäger-Regiment 100 die Insel und verlegte nach Salzburg und Tirol.

### Verlegung in die Heimat
Ende November 1941 kehrte die Division in die Heimat zurück.

### Verlegung an die Ostfront
Im Februar 1942 wurde die Division an die Ostfront verlegt und kam dort im Rahmen des XXVIII. Armeekorps bei der Heeresgruppe Nord an der Front vor Leningrad zum Einsatz. Im Rahmen des XXVI. Armeekorps wurde die Division während der Ladoga-Schlacht im September 1942 bei Sinjawino gegen sowjetische Kräfte im Kessel von Gaitolowo eingesetzt.

### Verlegung nach Italien
Nach verlustreichen Abwehrkämpfen wurde die Truppe im November 1943 nach Oberitalien verlegt. In Italien nahm sie im Rahmen des LI. Gebirgs-Armeekorps unter anderem an der Schlacht um Monte Cassino teil. Ende 1944 übernahm die Division im Rahmen der Armee Ligurien Sicherungsaufgaben in den Westalpen, zwischen Monte Viso im Süden und der Schweizer Grenze im Norden.

### Kapitulation
Am 2. Mai 1945 gegen 21:30 Uhr kapitulierte das LXXV. Armeekorps, dem die Division angehörte, mit Unterzeichnung der Kapitulationsurkunde durch seinen kommandierenden General, Hans Schlemmer, im Hauptquartier des von Willis D. Crittenberger geführten IV. US-Korps in Monza bedingungslos. Gleichentags war bereits die im Rahmen der Operation Sunrise angebahnte Kapitulation aller deutschen Streit- und Polizeikräfte in Italien, und aller Kräfte der Repubblica Sociale Italiana (RSI) wirksam geworden.
Julius Ringel, ehemaliger Kommandeur der Division, gibt an: „In Fiferoni [sic! – gemeint ist Viverone zwischen dem Lago di Viverone und dem Lago di Bertignano] bei Turin legte sie [die 5. Gebirgs-Division] die Waffen nieder und trat geschlossen in die Gefangenschaft“.
Bei ihrer Kapitulation verfügte die 5. Gebirgs-Division noch über eine Stärke von insgesamt 14.341 Mann. Sie war noch ausgestattet mit etwa 170 Geschützen und Haubitzen, etwa 100 Granatwerfern, 14 Sturmgeschützen 7,5 cm, 12 Panzerkampfwagen IV, 9 italienischen Spähpanzern, über 600 Lastkraftwagen, über 300 Personenkraftwagen, rund 200 Krafträdern mit und ohne Beiwagen sowie Kettenkrädern und über 1.000 bespannten Fahrzeugen. Im Bestand waren dazu über 5.500 Pferde.

## Kriegsverbrechen
Angehörige verschiedener Einheiten der Division waren zwischen 1943 und 1945 an mehreren Kriegsverbrechen in Italien beteiligt. Zwischen Ende Juni und Mitte Juli 1944 wurden in den Marken von Angehörigen des Gebirgsjäger-Regiments 85 etwa 100 Personen, der Großteil Zivilisten, bei Repressalien getötet. 59 davon fielen allein am 24. Juni 1944 dem Massaker im Gemeindegebiet von Camerino zum Opfer. Zu weiteren Exzessen kam es kurz vor Kriegsende in Santhià und Grugliasco. In den beiden Orten wurden insgesamt unter anderem von Angehörigen des Gebirgsjäger-Regiments 100 um die 100 Personen erschossen. Insgesamt sind laut dem von der Deutschen Bundesregierung finanzierten und von einer Historikerkommission geleiteten Projekt Atlante degli Stragi Naziste e Fasciste in Italia (dt. Atlas der nazistischen und faschistischen Massaker in Italien) zwischen Oktober 1943 und Mai 1945 etwas über 240 Personen durch Angehörige der 5. Gebirgs-Division getötet worden.

## Gliederung

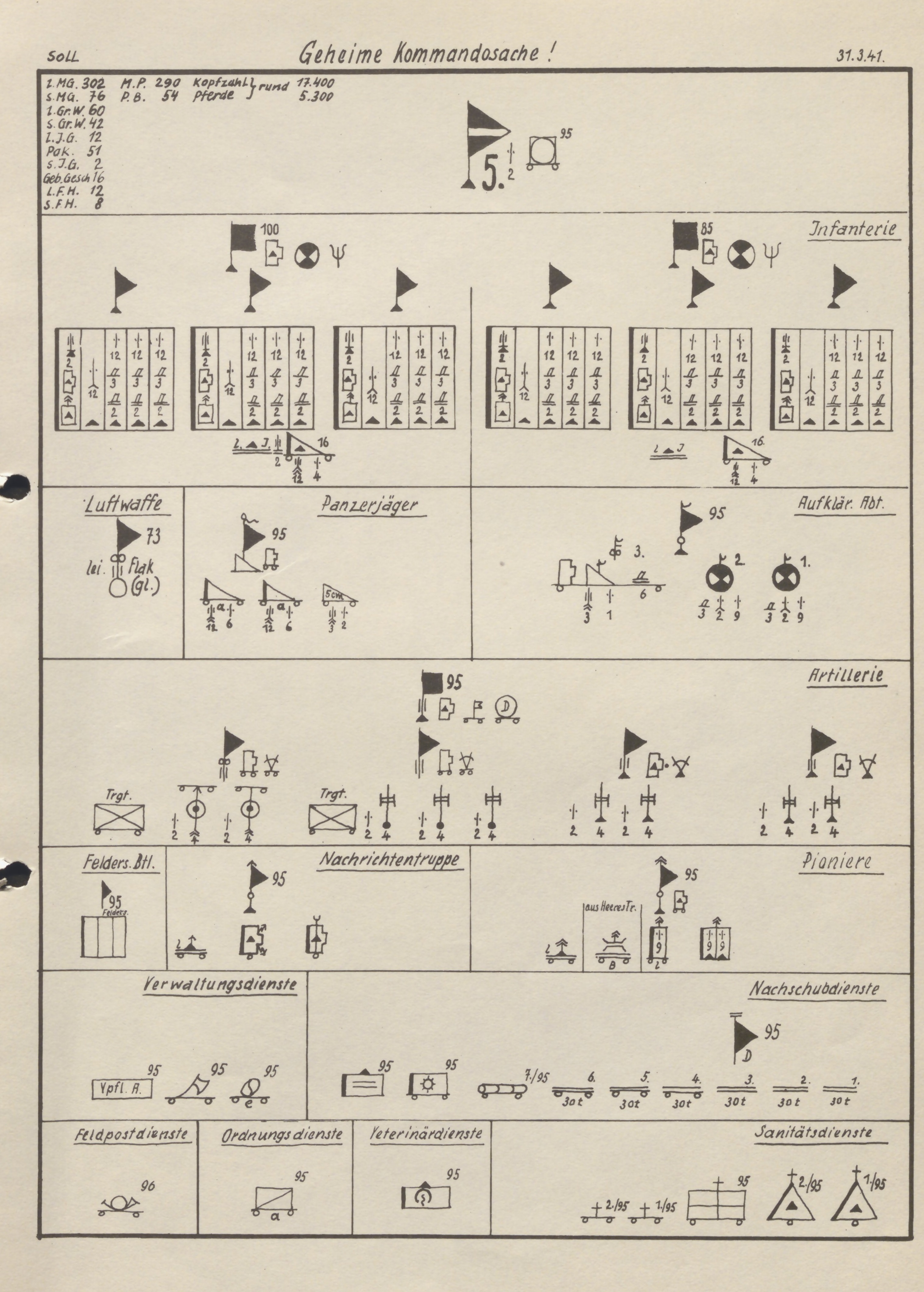
Gliederung der 5. Gebirgs-Division am 31. März 1941, taktische Zeichen

- Gebirgsjäger-Regiment 85
- Gebirgsjäger-Regiment 100
- Gebirgs-Artillerie-Regiment 95
- Gebirgs-Panzerjäger-Abteilung 85
- Gebirgs-Aufklärungs-Abteilung 95
- Gebirgs-Pionier-Bataillon 95
- Gebirgs-Nachrichten-Abteilung 95
- Gebirgs-Sanitäts-Abteilung 95
- Gebirgs-Feldersatz-Bataillon 95
- Gebirgs-Nachschubtruppen 95

## Kommandeure
- Generalleutnant Julius Ringel – 25. Oktober 1940 bis 10. Februar 1944
- Generalleutnant Max-Günther Schrank – 10. Februar 1944 bis 18. Januar 1945
- Oberst/Generalmajor Hans Steets – Februar bis 2. Mai 1945

## Bekannte Divisionsangehörige
- Ferdinand Obenfeldner (1917–2009), war von 1968 bis 1975 für die SPÖ Abgeordneter im Tiroler Landtag
- Hans-Werner Otto (1908–1977), war von 1967 bis 1971, als Mitglied der DP, Staatssekretär im Innenministerium Schleswig-Holsteins
- Franz Pöschl (1917–2011), war von 1972 bis 1978 als Generalleutnant Kommandierender General des III. Korps des Heeres der Bundeswehr
- Max Stendebach (1892–1984), war von 1953 bis 1959, für den VdU, ab 1956 umbenannt in die FPÖ, Abgeordneter im Nationalrat